# Años 400 a. C.
Los años 400 antes de Cristo transcurrieron después de los años 409 a. C. y 400 a. C.

## Acontecimientos
- 405 a. C.: Batalla de Egospótamos: La flota espartana al mando de Lisandro vence definitivamente a la ateniense al mando de Conón. Posteriormente bloquea El Pireo, logrando finalmente la rendición de Atenas, con lo que se pone fin a la guerra del Peloponeso. Continúa la primera inflación registrada por la historia: se inicia en el año 407 a. C. cuando los espartanos liberan a 20 000 esclavos de las minas de plata atenienses de Laurión, y para pagarles emiten en 406 y 405 a. C. gran cantidad de monedas de bronce que sumado a la nueva demanda provoca inflación y escasez.
- 404 a. C.: En la Antigua Grecia finaliza la guerra del Peloponeso; Esparta vence a Atenas.
- 401 a. C. (3 de septiembre): en Cunaxa (aldea a unos 70 km al norte de Babilonia) sucede la batalla de Cunaxa entre Artajerjes II y el príncipe Ciro el Joven.